# Bismillah Khan
Bismillah Khan, rodným jménem Qamaruddin Khan, (21. března 1916 – 21. srpna 2006) byl indický hudebník, hráč na shehnai.
Narodil se do muslimské hudebnické rodiny. Pochází z Biháru, ale od šesti let žil ve Váránasí. V roce 1932, ve svých třinácti letech, se oženil se svou sestřenicí (šlo o dohodnutý sňatek). Je držitelem řady ocenění, včetně Bharat Ratna (2001), což je nejvyšší indické civilní vyznamenání. Zemřel roku 2006 ve věku 90 let. V den jeho nedožitých 102. narozenin jej Google připomněl speciálním logem Google Doodle.